# Lobber Ort

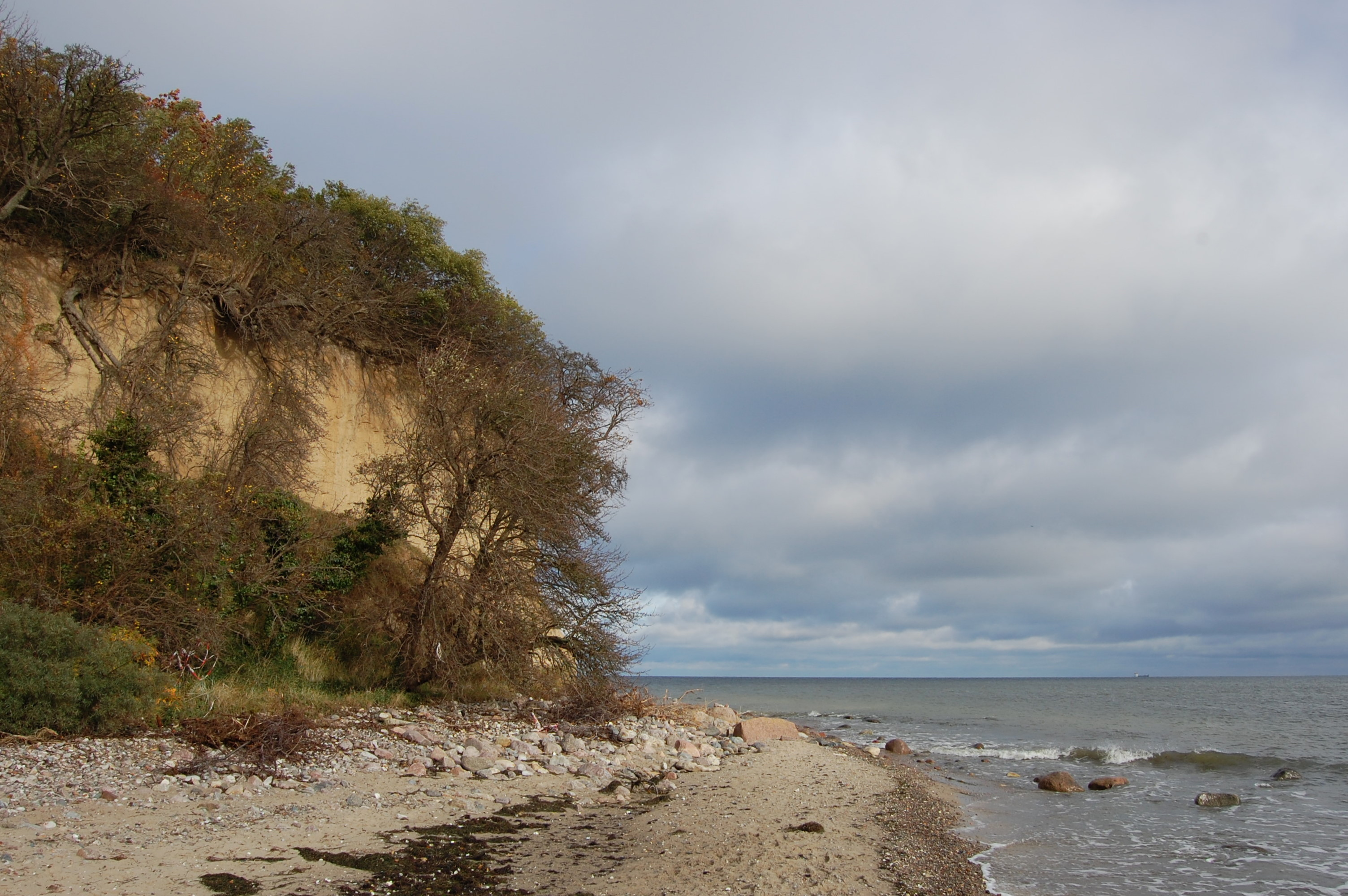
Lobber Ort

Der Lobber Ort ist ein Kap an der zu Rügen gehörenden Halbinsel Mönchgut, die in die östlich gelegene Ostsee ragt.
Der Name ergibt sich nach dem landseitig angrenzenden Dorf Lobbe. Die Küstenlinie des Lobber Orts wird von einem Steilufer bestimmt, welches sich etwa 15 Meter über den Strand erhebt. Nördlich und südlich erstrecken sich lange Sandstrände in Richtung Göhren bzw. Thiessow. Etwas nördlich des Lobber Orts liegt der Fritz-Worm-Stein neben weiteren Findlingen. Durch die Brandung und sonstige Witterungseinflüsse kam es in der Vergangenheit zu Landverlusten. Dieser Prozess hält weiterhin an.